# Incidente de Haiphong
El incidente de Haiphong (también conocido como masacre o bombardeo de Haiphong ) fue una serie de escaramuzas que ocurrieron entre las fuerzas francesas del Cuerpo Expedicionario Francés en Extremo Oriente y el ejército y la policía de la República Democrática de Vietnam (DRV) en la ciudad portuaria norvietnamita de Haiphong. Los combates comenzaron como un incidente en un control aduanero el 20 de noviembre de 1946 y terminaron con un ataque general por parte del bando francés, que ocurrió el 23 de noviembre de 1946 con el propósito de ocupar esa ciudad. El número de víctimas civiles en ese incidente se estima en varios miles.
El incidente alimentó el conflicto entre Francia y el Viet Minh y desembocó en la guerra de Indochina menos de un mes después.

## Preludio
La Segunda Guerra Mundial debilitó de forma significativa el dominio colonial francés en Indochina. En marzo de 1945, las tropas japonesas ocuparon las restantes estructuras administrativas y militares de la colonia en una operación militar tipo golpe de Estado. Después de la rendición de Japón, las tropas nacionales chinas, en coordinación con los aliados, ocuparon la colonia al norte del 16° de latitud. Al sur, el país serí controlado por tropas británicas hasta que llegasen las tropas francesas. El Viet Minh pudo operar sin obstáculos en la zona ocupada por China y estableció allí su propio estado en la Revolución de agosto, que no fue reconocido por Francia ni tampoco internacionalmente. Durante el año de ocupación china, se estableció un modus vivendi entre el Viet Minh y los franceses, que ambas partes utilizaron para las negociaciones. La parte francesa en ese tiempo no estaba dispuesta a arriesgarse a un enfrentamiento militar con las tropas chinas. La parte vietnamita, por otra parte, se sintió incapaz de librar una guerra abierta contra la fuerza expedicionaria debido a su inferioridad material y militar. Como parte de las negociaciones contractuales, se le concedió a Francia una presencia militar en el puerto de Haiphong, que se estableció el 6 de marzo de 1946, el día en que se concluyó el Acuerdo Ho-Sainteny. El DRV debería aun así continuar llevando a cabo el control portuario, incluidos los controles aduaneros y fronterizos. En septiembre de 1946, con la retirada de las tropas chinas, el obstáculo del lado francés para restaurar el orden colonial por medios militares ya no existía.

## Enfrentamientos del 20 al 23 de noviembre de 1946
El 20 de noviembre de 1946, un barco de desembarco francés confiscó un junco chino y el petróleo que ya había descargado. Se produjo entonces un enfrentamiento entre los soldados franceses en tierra y las fuerzas armadas del DRV en el puerto. Ambos bandos acusaron al otro bando de haber empezado a abrir fuego con armas de infantería. Los soldados que desembarcaron fueron desarmados por los vietnamitas y llevados a una comisaría de policía. El comandante francés local, el coronel Dèbes, ordenó que vehículos blindados se dirigieran a la comisaría. También allí hubo otro tiroteo. Los oficiales de enlace de ambos bandos acordaron liberar a los soldados franceses el mismo día. Sin embargo, el vehículo militar que debía recogerlos recibió disparos y dos ocupantes resultaron por ello heridos. Mientras tanto, estallaron tiroteos entre soldados franceses y vietnamitas en el centro de la ciudad y en el distrito chino de Haiphong. Los soldados franceses capturados fueron liberados por el Viet Minh en el mismo día, el 20 de noviembre. El cese de los combates se debió a la intervención del comandante francés en Hanói, el general Molière. El 21 de noviembre, una delegación de investigación de Hanói compuesta por militares franceses y vietnamitas fue atacada por fuentes desconocidas, pero la ciudad se calmó. El historiador Stein Tonnesson considera que el hecho de que los soldados que desembarcaron eran miembros de una unidad de inteligencia directamente responsable ante el gobernador es una indicación contundente de que el primer incidente fue un montaje.
En el fondo, Molière inicialmente desautorizó al comandante local Debès en el lado francés, que quería intensificar los combates hasta que la ciudad fuese capturada. Molière, a su vez, fue desautorizado por el comandante de la fuerza expedicionaria Jean-Étienne Valluy y el gobernador de la colonia Georges Thierry d'Argenlieu en los días 21 y 22 de noviembre. Por la tarde del 21 de noviembre, Valluy Debès dio por telegrama la orden de tomar la ciudad por la fuerza. De esta manera evitó la ruta del servicio militar ignorando a Molière. Del lado vietnamita, Ho Chi Minh siguió la política de una solución negociada.
El 23 de noviembre, Debès dio a las tropas vietnamitas un ultimátum para que abandonaran la ciudad en tres horas. Una vez que expiró el ultimátum, Debès ordenó un ataque general contra la ciudad. Un elemento decisivo del plan de ataque fue el bombardeo de artillería de los barcos franceses que estaban en el puerto, que ocurrió entre las 10 hasta las 17 horas. El objetivo era destruir la parte vietnamita de la ciudad, en el que lel mando francés sospechaba que estaba el Viet Minh. Las calles de salida que salían de la ciudad fueron bombardeadas por aviones de combate que volaban a baja altura. La artillería naval también bombardeó dos pueblos, uno de los cuales era el principal punto de huida de la población civil que estaba huyendo. Dada la superioridad de fuego francés, la única opción que tenía el Viet Minh era retirarse de la ciudad junto con sus estructuras civiles. Al hacerlo, la mayor parte del Viet Minh huyó con el flujo de los refugiados civiles. Al día siguiente, las tropas francesas controlaron la ciudad.

## Consecuencias
El número de muertos es controvertido. El consenso de fuentes francesas y vietnamitas es que hubo al menos varios miles de muertos. La propaganda del Viet Minh difundió que hubo entre 10.000 y 20.000 muertes como víctimas del bombardeo. A sugerencia de los servicios de inteligencia coloniales franceses, las autoridades francesas también difundieron estas  cifras de víctimas con la intención de demostrar que el Estado comunista vietnamita no podía proteger a su población frente al ejército francés. En una carta de diciembre de 1946, Ho Chi Minh declaró que hubo alrededor de 3.000 muertes a causa de los combates. El cónsul estadounidense informó a su gobierno que hubo unas 2.000 muertes.
La escalada en Haiphong convenció a los dirigentes del Viet Minh de que el conflicto militar con la potencia colonial era inevitable e inminente. Luego, el Viet Minh se concentró en construir estructuras guerrilleras a expensas del intento de establecer estructuras estatales en los centros de población de Vietnam del Norte. Sin embargo, los dirigentes del Viet Minh en torno a Ho Chi Minh intentaron retrasar el estallido de la guerra mediante negociaciones para ganar así tiempo para los preparativos correspondientes.